# Giacomo Sondaz
Giacomo (Jacques) Sondaz (pron. fr. AFI: [sonda]) (Lillianes, 10 ottobre 1833 – Monghidoro, 15 luglio 1861) è stato un carabiniere italiano.

## Antroponimo
Secondo la pronuncia del patois valdostano, il cognome "Sondaz" va pronunciato omettendo la "z" finale, quindi "sònda", come per molti altri toponimi e cognomi valdostani e delle regioni limitrofe (la Savoia, l'Alta Savoia e il Vallese).

Questa particolarità, che si discosta dalle regole di pronuncia della lingua francese standard, risale a uno svolazzo che i redattori dei registri del regno di Piemonte-Sardegna erano soliti aggiungere alla fine dei toponimi o dei nomi da pronunciare come dei parossitoni, cioè con l'accento sulla penultima sillaba, molto diffuso in francoprovenzale. In seguito, questo piccolo segno è stato assimilato a una zeta, e spesso viene erroneamente pronunciato, sia dagli italofoni che dai francofoni.

## Biografia
Vice Brigadiere dei Reali Carabinieri, fu assegnato nel giugno 1861 alla Stazione Carabinieri di Loiano, capoluogo di mandamento, appena costituita la Legione Carabinieri di Bologna. Il 15 luglio 1861, mentre si apprestava ad arrestarlo, fu ucciso in località Cà de' Rossi dal brigante Gaetano Prosperi detto "Lo Spirito", ricercato per aver provocato sollevazioni popolari nell'anno precedente a favore del ritorno del governo papale (il Prosperi fu poi catturato, processato, condannato a morte per omicidio volontario del Vice Brigadiere e ghigliottinato in Bologna il 15 dicembre 1863). Giacomo Sondaz fu il primo caduto della Legione Carabinieri di Bologna.

## Omaggio
Gli è stata dedicata una piazza dal comune di Loiano con una solenne cerimonia tenuta il 30 luglio 2011.